# Elonkorjuu
Elonkorjuu – fińska grupa muzyczna powstała w 1969 roku w Pori, grająca hard rock z elementami blues rocka oraz progresywnego rocka, śpiewająca w języku angielskim. Używała też angielskiej nazwy Harvest (odpowiednika nazwy fińskiej).
Zespół założyli Jukka Syrenius (gitara, instrumenty klawiszowe, śpiew), Timo Hannukainen (śpiew), Veli-Pekka Pessi (gitara basowa) i Rainer Koski (perkusja). Wkrótce wokalistę zastąpił Heikki Lajunen, zaś perkusistę – Eero Rantasila. W takim składzie grupa nagrała w 1972 r. album Harvest Time. Album ten (w wersji winylowej) jest kolekcjonerskim rarytasem, uzyskującym na rynku cenę od 500 do 1000 euro.
Zespół rozpadł się w 1978 r., po wydaniu albumu Flying High, Running Fast, lecz został reaktywowany w 2003 r. W 2004 r. ukazał się album Scumbag. Grupa pozostaje aktywna i koncertuje do dziś.

## Dyskografia
- Harvest Time (1972)
- Flying High, Running Fast (1978)
- Scumbag (2004)
- Footprints  (2015)